# مقاطعة دوريس
مقاطعة دوريس (بالألبانية: Qarku I Durrësit) هي واحدة من 12 مقاطعة في ألبانيا. عدد سكانها في تعداد 2011 بلغ 262785، في مساحة 766 كيلومتر مربع. وعاصمتها هي مدينة دوريس.